# 高田亞璃紗
高田亞璃紗（1987年2月17日—），出生於日本長崎縣長崎市，是一位日本女子排球運動員，目前效力於東麗箭，場上位置為主攻。身高176公分，體重68公斤，血型A型。

## 生涯簡介
因為母親的影響，她從小學三年級開始接觸排球運動。
高校時期就讀九州文化學園高等學校，當時在場上以副攻手的身份活躍於全國高等學校排球選拔優勝大會、全國高等學校綜合體育大會排球競技大會、国民体育大会，幫助學校獲得該三項大會冠軍。同時，入選青年國家隊參加在斯里蘭卡可倫坡舉行的2004年亞洲青年排球錦標賽，最終獲得亞軍，隔年同樣代表參加2005年世界青年女子排球錦標賽。
2005年4月，進入東麗箭，同期選手還包括木村沙織和佐藤美耶。當初的位置雖然是副攻，不過由於身高的問題而放棄，轉往主攻發展。她主要於後防苦守時登場，被譽為「超級替補」，並對東麗箭在2007/08、2008/09、2009/10賽季V超級聯賽達成三連霸期間，貢獻不少功勞。此外，因為表現傑出，也獲頒2010年V夏季聯賽、近畿綜合選手權大會MVP。
2011/12賽季，在隊上位置固定左側（木村沙織的對角），在後場以穩定的接發球表現幫助球隊再度嚐到聯賽冠軍滋味。獲得MVP的隊友荒木繪里香表示：「有亞璃紗，才能贏得勝利。」表達感謝之意。2012年4月，在亞洲女子排球俱樂部錦標賽上貢獻良多，雖然球隊最後落敗於天津普利司通女排，拿下亞軍，不過自己也獲得大會得分王的榮譽。

## 生涯
- 所屬學校、球隊

長崎市立女之都小學校 → 長崎市立西浦上中學校 → 九州文化學園高等學校 → 東麗箭（2005年 -）
- 日本女排青年隊

亞洲青年排球錦標賽 - 2004年
世界青年女子排球錦標賽 - 2005年

## 榮譽

### 個人
- 2010年 - V夏季聯賽　MVP
- 2010年 - 第52回近畿綜合選手權　MVP
- 2011年 - 第53回近畿綜合選手權　敢闘獎
- 2012年 - 亞洲女子排球俱樂部錦標賽 得分王

### 俱樂部
- 2007年國民體育大會 -  冠軍
- 2007年天皇杯及皇后杯全日本排球選手權大會 -   冠軍
- 2007/08賽季V超級聯賽 -  冠軍
- 2008年國民體育大會 -  亞軍
- 2008/09賽季V超級聯賽 -  冠軍
- 第58屆黑鷲旗全日本男女選拔排球大會 -  冠軍
- 2009/10賽季V超級聯賽 -  冠軍
- 2010年天皇杯及皇后杯全日本排球選手權大會 -   亞軍
- 第59屆黑鷲旗全日本男女選拔排球大會 -  冠軍
- 2010/11賽季V超級聯賽 -  亞軍
- 2011年天皇杯及皇后杯全日本排球選手權大會 -   冠軍
- 第60屆黑鷲旗全日本男女選拔排球大會 -  冠軍
- 2011/12賽季V超級聯賽 -  冠軍
- 2012年天皇杯及皇后杯全日本排球選手權大會 -   亞軍
- 第61屆黑鷲旗全日本男女選拔排球大會 -  亞軍
- 2012年亞洲女子排球俱樂部錦標賽 -  亞軍
- 2012/13賽季V超級聯賽 -  亞軍

### 國家隊
青年隊
- 2004年亞洲青年排球錦標賽 -  亞軍

## 備註
1. ↑  yahoo - sportsnavi. .   [2012-03-29]. （原始内容存档于2013-09-21）.
2. ↑  AVC.  (PDF).   [2012-05-02]. （原始内容存档 (PDF)于2013-09-21）.

## 外部連結
- V聯賽球員介紹 （页面存档备份，存于） （日語）
- 東麗箭女排隊官方網站 （页面存档备份，存于） （日語）
- 東麗箭女排選手簡介 - 高田ありさ （日語）